# William Platt

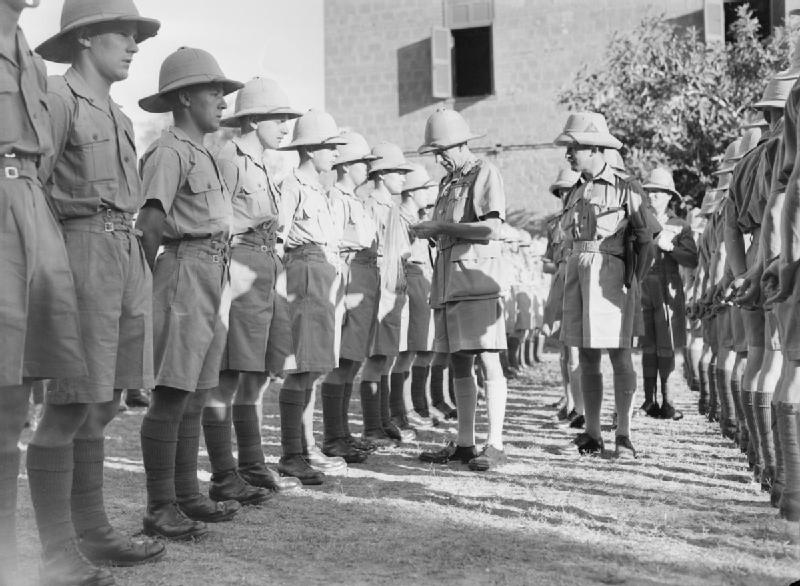
Generalmajor William Platt (Mitte) bei einer Inspektion von Truppen im Sudan.

Sir William „The Kaid“ Platt, GBE, KCB, DSO (* 14. Juni 1885 in Brooklands, Cheshire, England; † 28. September 1975 in London) war ein britischer Offizier und zuletzt General der British Army, der unter anderem zwischen 1938 und 1941 Kommandeur der Verteidigungsstreitkräfte im Anglo-Ägyptischen Sudan (Sudan Defence Force) sowie Kommandeur der dortigen britischen Truppen war. Als solcher war er während des Zweiten Weltkrieges in Italienisch-Ostafrika am Ostafrikafeldzug (10. Juni 1940 bis 27. November 1941) wie an der Schlacht von Keren (2. Februar bis 27. März 1941) beteiligt.

## Leben
William Platt, Sohn von John Platt und Margaret Oudney Graham, absolvierte nach dem Besuch des Marlborough College eine Offiziersausbildung am Royal Military College Sandhurst. Er wurde nach deren Abschluss im August 1905 als Leutnant (Second Lieutenant) in das Infanterieregiment Royal Northumberland Fusiliers übernommen. In den folgenden Jahren fand er zahlreiche Verwendungen als Offizier sowie Stabsoffizier und wurde für seine Verdienste bei Kampfhandlungen an der North West Frontier in Britisch-Indien mit dem Distinguished Service Order (DSO) ausgezeichnet. Während des Ersten Weltkrieges diente er an der Westfront und war nach Kriegsende zwischen 1919 und 1920 Absolvent des Staff College Camberley. Nach verschiedenen Verwendungen zu Beginn der Zwischenkriegszeit fungierte er zwischen dem 8. März 1924 und dem 11. April 1926 als Brigade Major der im Königreich Ägypten eingesetzten Kanal-Brigade (Canal Brigade), die zum Schutz des Suezkanals diente. Nach seiner Rückkehr fungierte er unter anderem im Kriegsministerium (War Office) vom 3. Dezember 1927 bis zum 30. August 1930 als stellvertretender Assistierender Generaladjutant und wurde am 31. August 1930 zum Oberstleutnant (Lieutenant-Colonel) befördert, woraufhin er zwischen dem 31. August 1930 und dem 21. Januar 1933 Kommandeur des 2. Bataillons des Linieninfanterieregiments Wiltshire Regiment war. Am 22. Januar 1930 wurde er mit rückwirkender Wirkung zum 30. Januar 1927 zum Oberst (Colonel) befördert und fand daraufhin vom 22. Januar 1933 bis zum 17. Oktober 1934 in Bulford Camp Verwendung als Erster Generalstabsoffizier (General Staff Officer 1) der 3. Infanteriedivision (3rd Infantry Division), deren damaliger Kommandeur Generalmajor Walter Pitt-Taylor war.

Platt fungierte von 1938 bis 1941 als Kommandeur der Verteidigungsstreitkräfte im Anglo-Ägyptischen Sudan.

Generalleutnant Platt war zwischen 1941 und 1944 Oberkommandierender des Heereskommandos Ostafrika.

Im Anschluss übernahm Platt zwischen dem 18. Oktober 1934 und dem 17. Oktober 1938 den Posten als Kommandeur (Commanding Officer) der 7. Infanteriebrigade (7th Infantry Brigade) und fungierte zugleich vom 29. Juni 1937 bis zum 10. November 1938 als Aide-de-camp von König Georg VI. Am 11. November 1938 wurde er rückwirkend zum 26. Dezember 1937 zum Generalmajor (Major General) befördert und löste zugleich am 11. November 1938 Generalmajor Harold Franklyn als Kommandeur der Verteidigungsstreitkräfte im Anglo-Ägyptischen Sudan (General Officer Commanding, Sudan Defence Force) ab. In dieser Position, die er bis zu seiner Ablösung durch Generalmajor Noel Beresford-Peirse am 4. Oktober 1941 innehatte, trug er den Titel al-qa’id al-’amm, weswegen er den Spitznamen „The Kaid“ erhielt. 1939 wurde er für seine Verdienste Companion des Order of the Bath (CB). Gleichzeitig war er zwischen dem 11. November 1938 und dem 4. Oktober 1941 auch Kommandeur der dortigen britischen Truppen und war als solcher während des Zweiten Weltkrieges in Italienisch-Ostafrika am Ostafrikafeldzug (10. Juni 1940 bis 27. November 1941) wie an der Schlacht von Keren (2. Februar bis 27. März 1941) beteiligt. Während dieser Zeit wurde er im Zuge der „Birthday Honours“ am 30. Mai 1941 als Knight Commander des Order of the Bath (KCB) geadelt, so dass er fortan das Prädikat „Sir“ führte.
William Platt wurde am 31. Mai 1941 zum Generalleutnant (Lieutenant General) befördert und übernahm von Generalleutnant Harry Edward de Robillard Wetherall den neu geschaffenen Posten als Oberkommandierender des Heereskommandos Ostafrika (General Officer Commanding in Chief East Africa Command). Dieses Kommando hatte er bis zu 11. Dezember 1944 inne und wurde daraufhin von Generalleutnant Kenneth Arthur Noel Anderson abgelöst. Er bekleidete zwischen dem 28. Juni 1942 und dem 1. November 1954 auch das Ehrenamt als Colonel of the Withshire Regiment. Ferner wurde er bei den „New Year Honours“ am 1. Januar 1943 Knight Grand Cross des Order of the British Empire (GBE) und am 4. Januar 1943 zum General befördert. Am 17. April 1945 schied er aus dem aktiven militärischen Dienst und trat in den Ruhestand. 
William Platt war seit 1921 mit Mollie Dendy verheiratet.